# Abbazia di Neimënster
L'Abbazia di Neimënster (in francese Abbaye de Neimënster, in lussemburghese Abtei Neimënster, in tedesco Abtei Neumünster) è un monastero di monaci benedettini e centro culturale, situato nel distretto di Grund, nella città di Lussemburgo, nel sud del Lussemburgo.

## Storia
Dopo che l'originaria abbazia benedettina dell'Altopiano di Altmünster fu distrutta nel 1542, i monaci costruirono una nuova abbazia "Neumünster" nel 1606 a Grund. Questa a sua volta fu distrutta da un incendio nel 1684, ma fu ricostruita nello stesso sito nel 1688 e ampliata nel 1720. Dopo la rivoluzione francese, servì da stazione di polizia e da prigione prima di diventare una caserma per i prussiani dopo la sconfitta di Napoleone Bonaparte nel 1815. A partire dal 1867, è divenuta ancora una volta una prigione di stato. Dal 1997, è la sede dell'Istituto europeo di percorsi culturali. Durante la seconda guerra mondiale, i nazisti usarono l'abbazia per imprigionare i dissidenti politici che erano contro l'occupazione del Lussemburgo. Tra i detenuti politici più importanti figurano il famoso scultore lussemburghese Lucien Wercollier.
Dopo ampi lavori di ristrutturazione, Neumünster è stata aperta al pubblico nel maggio 2004 come luogo di incontro e centro culturale. Ospita concerti, mostre e seminari. L'abbazia ospita anche il chiostro di Lucien Wercollier, dove sono esposte in modo permanente molte opere della collezione privata dello scultore.
Il 25 aprile 2005 la Bulgaria e la Romania hanno firmato il loro Trattato di adesione a Neumünster.